# Devonte Wyatt
Devonte Malik Wyatt (Decatur, 31 marzo 1998) è un giocatore di football americano statunitense che milita nel ruolo di defensive end per i Green Bay Packers della National Football League (NFL).

## Carriera universitaria
Wyatt iniziò la sua carriera all’Hutchinson Community College per ottenere i requisiti accademici per giocare nella Division I della NCAA. Lì mise a segno 30 tackle e 3 sack. L’anno seguente passò all’Università della Georgia.
Wyatt fu parte della rotazione della linea difensiva di Georgia nel 2018 e 2019. Nel 2020 disputò come titolare tutte le 10 partite, con 25 tackle. Nel 2020 fu inserito nella formazione ideale della Southeastern Conference e nella seconda formazione All-American dall'Associated Press.

## Carriera professionistica
Wyatt fu scelto come 28º assoluto nel Draft NFL 2022 dai Green Bay Packers. Debuttò come professionista subentrando nella gara del primo turno contro i Minnesota Vikings mettendo a segno un placcaggio. La sua stagione da rookie si concluse con 8 tackle, 1,5 sack e un fumble forzato in 16 presenze, nessuna delle quali come titolare.